# Sancerre
Sancerre è un comune francese di 1 329 abitanti situato nel dipartimento del Cher, nella regione del Centro-Valle della Loira.
La cittadina è al centro della rinomata regione vinicola del Sancerrois in cui si produce il Sancerre.

## Storia

### Simboli
Nell'Armorial Général de France del 1696 lo stemma del comune è rappresentato con lo sfondo di rosso.

## Società

### Evoluzione demografica
Abitanti censiti